# پیانوی جاز

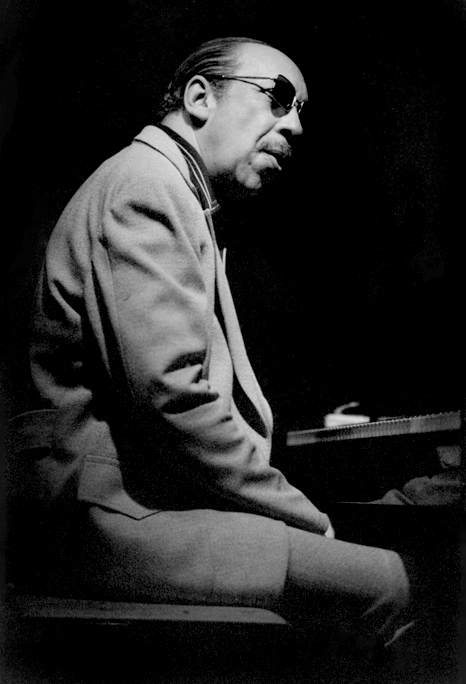
رِد گارلند، یکی از پیانیست‌های سرشناس جاز

پیانوی جاز یا پیانوی جَز (به انگلیسی: Jazz Piano) برای کار پیانو نوازانی به کار می‌رود که در اجراهایشان از تکنیک‌های موسیقی جاز بهره می‌گیرند. پیشینه پیانوی جاز تقریباً از آغاز سده بیستم میلادی شروع می‌شود و در سبک‌های گوناگونی مانند بوگی ووگی رده‌بندی می‌شود.
پیانوی جاز نقش مهمی در گسترش موسیقی جاز داشته و در بیشتر گروه‌های موسیقی جاز از آن استفاده می‌شود. کاربرد آکوردهای گوناگون و بداهه نوازی روی خطوط ملودیک، نقش مهمی در اجرای پیانوی جاز دارد. در واقع امکانات ملودیک و هارمونیک فراوان پیانو، افق گسترده‌ای را در اختیار نوازندگان جاز در زمینه‌های گوناگون قرار داده است.
از نامدارترین پیانیست‌های جاز می‌توان به اُسکار پترسون، تلونیوس مونک و بیل اوانس اشاره کرد.